# Under the Sea
"Under the Sea" (Nederlands: Diep in de zee) is een Academy Award-winnend nummer uit de Disneyfilm De Kleine Zeemeermin. De muziek van het nummer is gecomponeerd door Alan Menken, met de teksten van Howard Ashman. Het nummer heeft duidelijke Calypso/Caribische invloeden. In de film wordt het nummer gezongen door Samuel E. Wright (Nederland: Freddy Gumbs).
Het nummer is een pleidooi van de krab Sebastiaan om Ariël in de zee te houden en haar te weerhouden de rest van haar leven als mens met Prins Eric, waar ze verliefd op is geworden, door te brengen. Sebastiaan waarschuwt voor de problemen van het leven boven water, terwijl hij ondertussen de voordelen van de zee op een rijtje zet.
In 2006 werd het nummer gebruikt in het computerspel Kingdom Hearts II. Het nummer is onderdeel van een minigame in een Atlantische wereld en werd opnieuw gemaakt, waardoor nu naast Sebastiaan ook Ariël en Sora meezingen. In 2007 is deze versie van het nummer gebruikt in de musical op Broadway.

## Trivia
- Het nummer won in 1989 zowel een Academy Award voor Beste Originele Nummer als een Golden Globe in die categorie.